# ليونارد بي. ستيرن
ليونارد بي. ستيرن (بالإنجليزية: Leonard B. Stern)‏ هو منتج أفلام وكاتب سيناريو ومخرج أمريكي، ولد في 23 ديسمبر 1923 في نيويورك في الولايات المتحدة، وتوفي في 7 يونيو 2011 في بيفرلي هيلز في الولايات المتحدة.

## وصلات خارجية
- ليونارد بي. ستيرن على موقع IMDb (الإنجليزية)
- ليونارد بي. ستيرن على موقع ألو سيني (الفرنسية)
- ليونارد بي. ستيرن على موقع أول موفي (الإنجليزية)
- ليونارد بي. ستيرن على موقع قاعدة بيانات الأفلام السويدية (السويدية)
- ليونارد بي. ستيرن على موقع قاعدة بيانات الفيلم (الإنجليزية)
- ليونارد بي. ستيرن على موقع كينوبويسك (الروسية)